# Buenos Aires (província)
Buenos Aires é a maior e mais populosa das 23 províncias da Argentina. Com uma extensão territorial de 307.571 km² (aproximadamente o tamanho da Itália) e população de aproximadamente 15,6 milhões de habitantes (censo de 2010) tem como capital a cidade de La Plata.
Localizado no centro-leste do país, limita-se a norte pela Cidade de Buenos Aires, e pelas províncias de Entre Ríos e Santa Fé, a oeste com as províncias de Córdoba, La Pampa e Río Negro, sul e leste pelo Mar Argentino e a nordeste com Rio da Prata. Situada no nordeste desta província, encontra-se a cidade de Buenos Aires, capital da mesma até sua federalização em 1880. É dividida em 134 partidos. 
Para fins demográficos, seu território é comumente dividido entre os partidos da conurbação bonaerense, integrantes da Grande Buenos Aires, com cerca de 15 milhões de habitantes, e os partidos do interior provincial, com aproximadamente 4 milhões de pessoas.
É uma das províncias com maior densidade populacional, atrás apenas da cidade de Buenos Aires e da província de Tucumán.

## Aspectos Geográficos

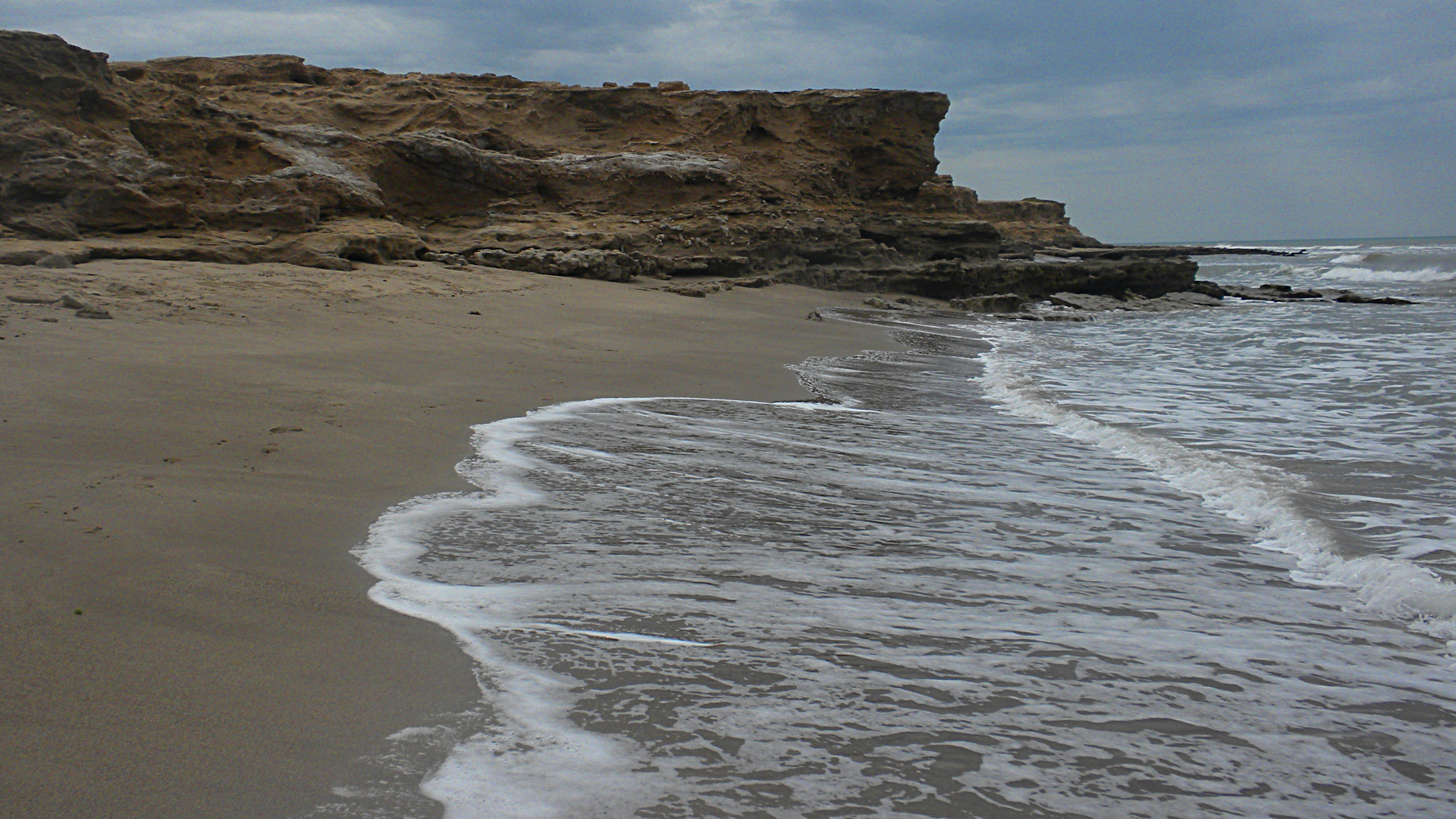
Bahía de los vientos, Quequén, na Província de Buenos Aires

A província de Buenos Aires limita-se ao norte com as províncias de Entre Ríos, Santa Fé e Córdova, a oeste com La Pampa e pelo sudoeste com o rio Negro. Apresenta uma ampla faixa marítima e fluvial frente ao oceano Atlântico e aos rios Paraná e Prata, respectivamente.
Caracteriza-se pela uniformidade de seu relevo plano, apenas interrompido ao sul pela presença de dois sistemas serranos, o de Tandília e o de Ventânia. Ao norte do rio Salado se estende um setor mais elevado denominado pampa ondulado. O clima é temperado e as chuvas são regularmente repartidas no ano. A vegetação é de pradaria. Apresenta condições excepcionais para a cultura de cereais, oleaginosas e forrageiras para a criação de vacas de alto valor financeiro. Possui valiosos recursos pesqueiros. As indústrias estão concentradas no cinturão industrial da Grande Buenos Aires. A atividade turística está centrada nas praias, possuindo numerosas cidades balneárias.

## Governo
Como as demais províncias argentinas, Buenos Aires possuí autonomia respeitada pelo governo federal, excetuando-se os aspectos exclusivos delegados pela Constituição ao governo central. A autonomia das províncias é reconhecida pelo artigo 121 da Constituição da República Argentina:
"As províncias detêm todos os poderes não delegados pela Constituição ao governo federal, e expressamente reservados por atos especiais no momento da incorporação".
A província de Buenos Aires possui sua própria constituição. A primeira foi elaborada em 1854 e passou por alterações em 1868. Novas constituições foram promulgadas em 1873, 1889, 1934 e 1949. A Constituição Provincial vigente foi aprovada em 1994.

### Poder Executivo
O Poder Executivo provincial é exercido por um cidadão, que ocupa o cargo de governador. De acordo com o artigo 122 da Constituição Provincial, o governador e vice-governador exercem mandatos de quatro anos, podendo ser reeleitos apenas uma vez para mandato consecutivo. 

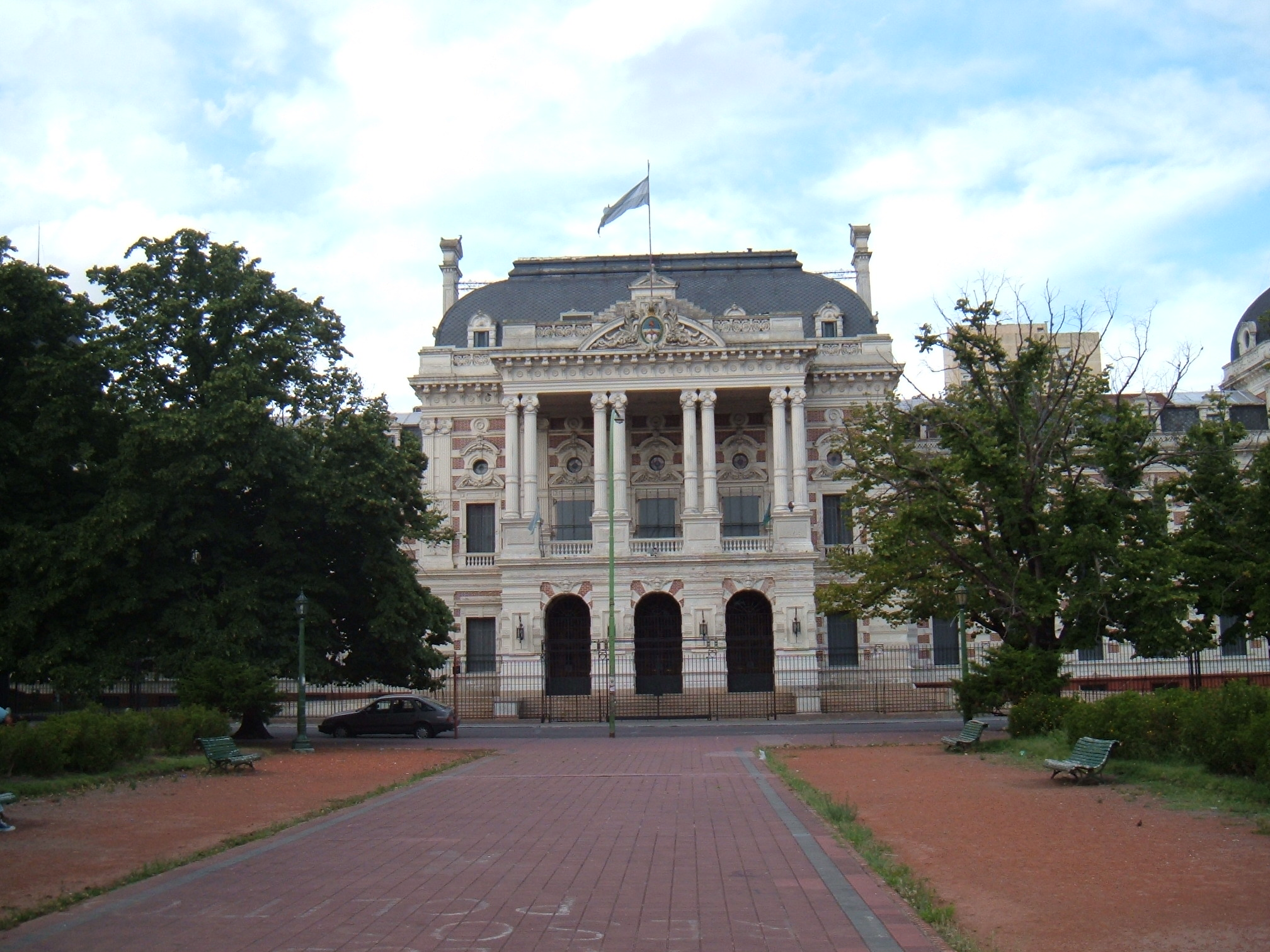
Casa de Gobierno de la Provincia de Buenos Aires, sede do Governo Provincial.

A atual governadora é Maria Eugenia Vidal, eleita em  25 de outubro de 2015, do partido Proposta Republicana (Propuesta Republicana), agremiação líder da coligação Mudemos (Cambiemos). A eleição de Vidal encerrou o domínio peronista na Província de Buenos Aires, ininterrupto desde 1987. Ela também é a primeira mulher a governar a província. 
A criação e função dos ministérios, encarregados de auxiliar o Poder Executivo provincial, são regulamentadas pela Lei de Ministérios (Lei 13.757) e pelo Decreto Provincial Nº 11 B/2011. A Província de Buenos Aires conta atualmente com os seguintes ministérios e órgãos equivalentes: 
| Ministério de Governo                         |
| Ministério de Economia                        |
| Ministério de Justiça                         |
| Ministério da Indústria, Ciência e Tecnologia |
| Ministério de Assuntos Agrários               |
| Ministério da Saúde                           |
| Ministério do Desenvolvimento Social          |
| Ministério do Trabalho                        |
| Ministério da Segurança                       |
| Direção Geral da Educação e Cultura           |
| Secretaria Geral do Interior                  |
| Secretaria de Comunicação Pública             |
| Secretaria de Direitos Humanos                |
| Secretaria dos Esportes                       |
| Secretaria do Espaço Público                  |
| Secretaria da Infância e Adolescência         |
| Secretaria da Participação Cidadã             |
| Secretária Técnica e Jurídica                 |
| Assessoria Geral do Governo                   |

### Poder Legislativo
A Assembleia Legislativa da Província de Buenos Aires (Legislatura de la Província de Buenos Aires), órgão legislativo provincial, possui sistema bicameral, podendo crias leis sobre questões locais., mas as principais (civis, comerciais, penais, trabalhistas, de segurança social e de mineração) são reservados ao Congresso da Nação Argentina 

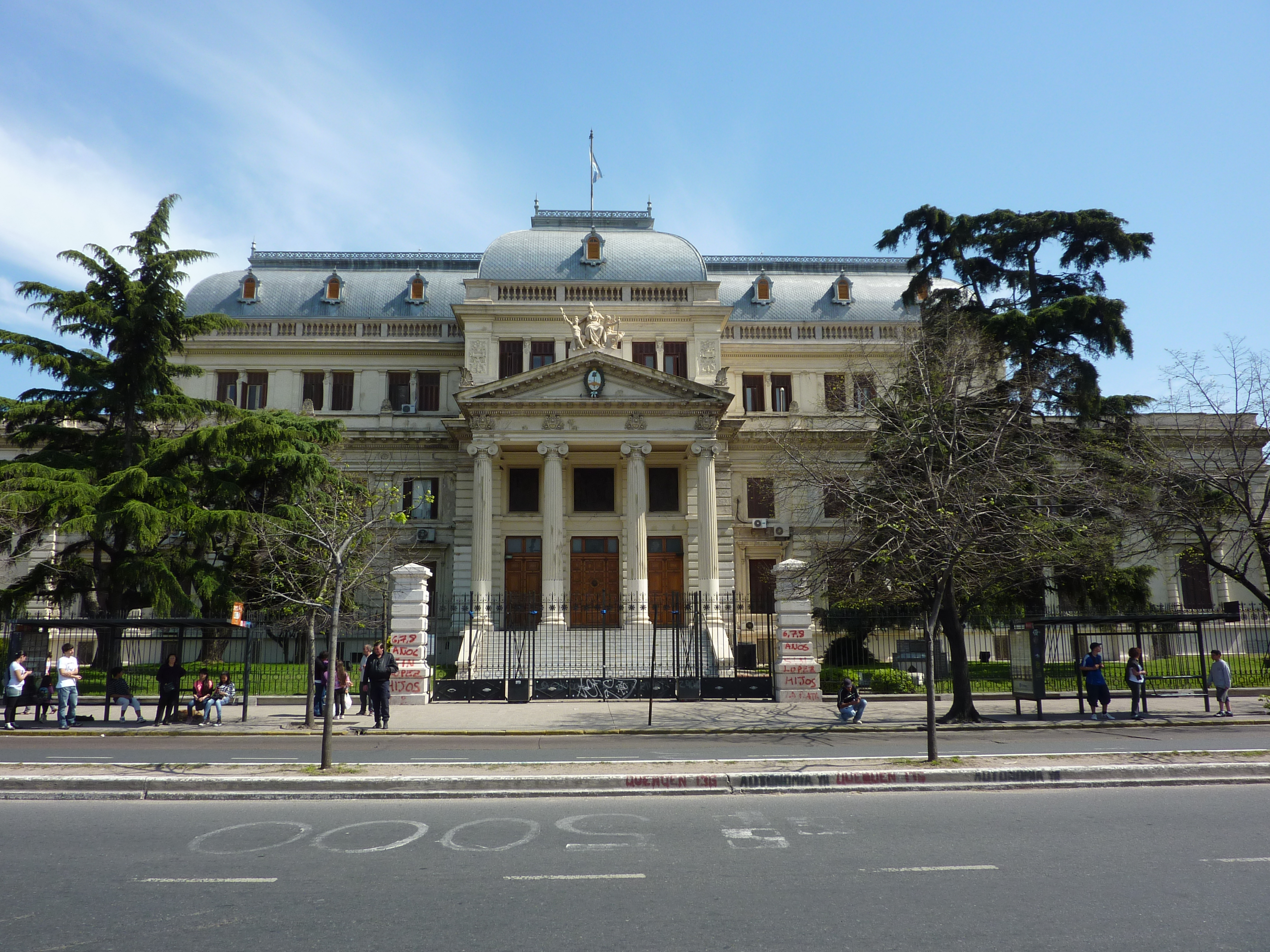
Palacio Legislativo de la Provincia de Buenos Aires, sede do Poder Legislativo Provincial.

O Honorável Senado da Província de Buenos Aires (Honorable Cámara de Senadores de la Província de Buenos Aires) é composto por 46 senadores, cujos mandatos possuem uma duração de quatro anos. O Senado é renovada pela metade a cada dois anos. É presidido pelo vice-governador da província, que tem o direito de voto apenas em caso de empate. Entre suas funções está aprovar a nomeação de juízes ou funcionários superiores, e julgá-los politicamente, se forem acusados pela Câmara dos Deputados. Para ser senador em Buenos Aires, é necessário ter completado trinta anos de idade. Para os que não nasceram na província é necessário residir a um ano e não ocupar qualquer cargo público na província ou na nação. Para os argentinos naturalizados é exigido ter obtido a cidadania há no mínimo cinco anos.
A Honorável Câmara dos Deputados da Província de Buenos Aires (Honorable Cámara de Diputados de la Província de Buenos Aires) é formada por 92 deputados, cujos mandatos têm uma duração de quatro anos. Assim como o Senado, é renovada pela metade a cada dois anos. Para ser um deputado, os mesmo requisitos de um senador são exigidos, com exceção da idade; os que aspiram ser representantes em Buenos Aires devem ter no mínimo vinte dois anos de idade.
A província é dividida em oitos circunscrições eleitorais (secciones electorales) que elegem deputados e senadores proporcionalmente a sua população. São eles: 
| Seção            | Partidos Abrangidos | Deputados | Senadores | População Eleitoral (2015) |
| ---------------- | --- | --------- | --------- | -------------------------- |
| Primeira         | Campana, Escobar, General Las Heras, General Rodríguez, General San Martín, Hurlingham, Ituzaingó, José C. Paz, Luján, Marcos Paz, Mercedes,Merlo, Moreno, Morón, Malvinas Argentinas, Navarro, Pilar, San Fernando, San Isidro, San Miguel, Suipacha, Tigre, Três de Febrero e Vicente López                              | 15        | 8         | 3.129.883                  |
| Segunda          | Arrecifes, Baradero, Capitán Sarmiento, Carmen de Areco, Colón, Exaltación de la Cruz, Pergamino, Ramallo, Rojas, Salto, San Andrés de Giles, San Antonio de Areco, San Nicolás, San Pedro e Zárate | 11        | 5         | 477.968                    |
| Terceira         | Almirante Brown, Avellaneda, Berazategui, Berisso, Brandsen, Cañuelas, Ensenada, Esteban Echeverría, Ezeiza, Florencio Varela, La Matanza, Lanús,Lobos, Lomas de Zamora, Magdalena, Presidente Perón, Punta Indio, Quilmes e San Vicente                                                                                   | 18        | 9         | 3.250.538                  |
| Quarta           | Alberti, Bragado, Carlos Casares, Carlos Tejedor, Chacabuco, Chivilcoy, Florentino Ameghino, General Arenales, General Pinto, General Viamonte,General Villegas, Hipólito Yrigoyen, Junín, Leandro N. Além, Lincoln, Nueve de Julio, Pehuajó, Rivadavia e Trenque Lauquen                                                  | 14        | 7         | 438.868                    |
| Quinta           | Ayacucho, Balcarce, Castelli, Chascomús, Dolores, General Alvarado, General Belgrano, General Guido, General Lavalle, General Madariaga, General Paz, General Pueyrredón, La Costa, Las Flores, Lezama, Lobería, Maipú, Mar Chiquita, Monte, Necochea, Pila, Pinamar, Rauch, San Cayetano, Tandil, Tordillo e Villa Gesell | 11        | 5         | 924.198                    |
| Sexta            | Adolfo Alsina, Adolfo Gonzales Chaves, Bahía Blanca, Benito Juárez, Coronel Dorrego, Coronel Pringles, Coronel Rosales, Coronel Suárez, Daireaux,Guaminí, General Lamadrid, Laprida, Monte Hermoso, Patagones, Pellegrini, Puan, Saavedra, Salliqueló, Três Arroyos, Três Lomas, Tornquist e Villarino                     | 11        | 6         | 531.127                    |
| Sétima           | Azul, Bolívar, General Alvear, Olavarría, Roque Pérez, Saladillo, Tapalqué e Veinticinco de Mayo. | 6         | 3         | 226.682                    |
| Oitava (Capital) | La Plata | 6         | 3         | 417.765                    |

### Poder Judiciário
O Supremo Tribunal da Província de Buenos Aires (Suprema Corte de Justicia de la Provincia de Buenos Aires) é a instância máxima da justiça bonaerense, estabelecido em 1875. O Tribunal de Recursos Criminais (Cámara de Casácion Penal), criado em 1997, reavalia a decisão dos tribunais menores.  

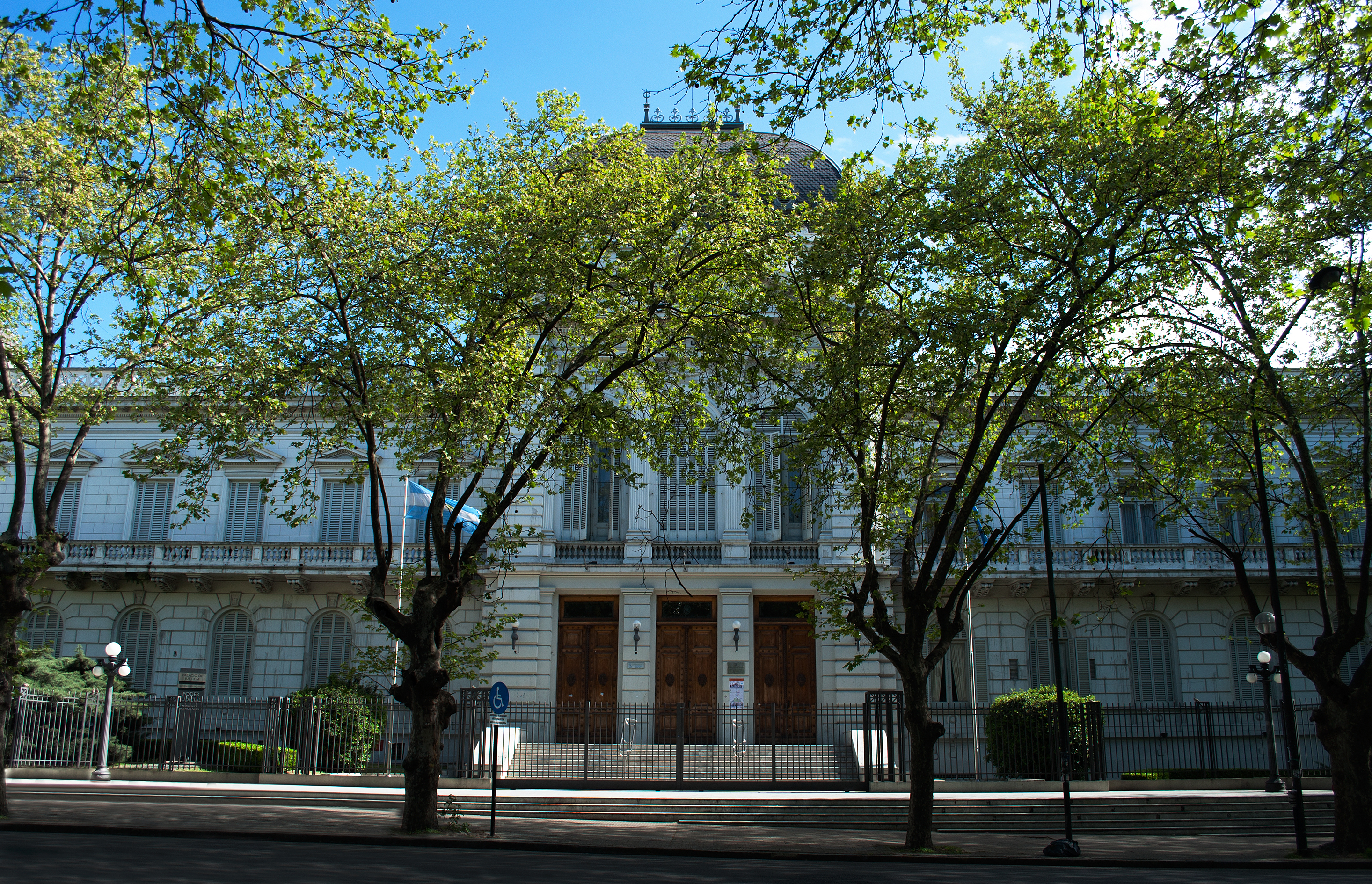
Palacio de Justicia, sede do Supremo Tribunal da Província de Buenos Aires.

Existem na província 19 departamentos judiciais estabelecidos por lei, cada um com suas respectivas jurisdições (penais, civil, do trabalho, da família e infância). Os 19 departamentos judiciais existentes em Buenos Aires são: 
| Departamento Judicial    | Código | Partidos Abrangidos | População (2014) | Superfície (em km²) |
| ------------------------ | ------ | --- | ---------------- | ------------------- |
| La Plata                 | 02     | Berisso, Brandsen, Cañuelas, Ensenada, General Paz, La Plata, Lobos, Magdalena, Monte, Presidente Perón, Punta Indio, Roque Pérez, Saladillo e San Vicente                                              | 1.238.150        | 16.978              |
| Mercedes                 | 03     | Alberti, Bragado, Carmen de Areco, Chivilcoy, General Las Heras, Luján, Marcos Paz, Mercedes, Navarro, Nueve de Julio, Salto, San Andrés de Giles, San Antonio de Areco, Suipacha e Veinticinco de Mayo | 581.403          | 24.817              |
| San Nicolás              | 04     | Arrecifes, Baradero, Capitán Sarmiento, Ramallo, San Nicolás e San Pedro | 324.677          | 6.356               |
| Dolores                  | 05     | Ayacucho, Castelli, Chascomús, de La Costa, Dolores, General Belgrano, General Guido, General Lavalle, General Madariaga, Lezama, Maipú, Pila, Pinamar, Tordillo e Villa Gesell                         | 300.189          | 32.950              |
| Bahia Blanca             | 06     | Adolfo Gonzales Chaves, Bahía Blanca, Coronel Dorrego, Coronel Pringles, Coronel Rosales, Coronel Suárez, Monte Hermoso, Patagones, Puan, Saavedra, Tornquist, Três Arroyos e Villarino                 | 639.530          | 69.599              |
| Azul                     | 07     | Azul, Bolívar, General Alvear, General Lamadrid, Benito Juárez, Laprida, Las Flores, Olavarría, Rauch, Tandil e Tapalqué                                                                                | 450.249          | 53.071              |
| Mar del Plata            | 08     | Balcarce, General Alvarado, General Pueyrredón e Mar Chiquita | 754.616          | 10.373              |
| Junín                    | 09     | Chacabuco, Florentino Ameghino, General Arenales, General Pinto, General Viamonte, Junín, Leandro N. Além, Lincoln e Rojas                                                                              | 277.794          | 22.014              |
| San Isidro               | 10     | Pilar, San Fernando, San Isidro, Tigre e Vicente Lopez | 1.477.549        | 1.723               |
| Trenque Lauquen          | 11     | Adolfo Alsina, Carlos Casares, Carlos Tejedor, Daireaux, General Villegas, Guaminí, Hipólito Yrigoyen, Pehuajó, Pellegrini, Rivadavia, Salliqueló, Trenque Lauquen e Três Lomas                         | 249.398          | 47.762              |
| Morón                    | 12     | Hurlingham, Ituzaingó, Merlo e Morón | 1.241.671        | 301                 |
| San Martín               | 13     | General San Martín, José C. Paz, Malvinas Argentinas, San Miguel e Três de Febrero | 1.668.768        | 298                 |
| Lomas de Zamorra         | 14     | Almirante Brown, Avellaneda, Esteban Echeverría, Ezeiza, Lanús e Lomas de Zamora | 2.526.356        | 654                 |
| Necochea                 | 15     | Lobería, Necochea e San Cayetano | 120.979          | 12.214              |
| Pergamino                | 16     | Colón e Pergamino | 132.770          | 3.972               |
| Quilmes                  | 17     | Berazategui, Florencio Varela e Quilmes | 1.419.794        | 503                 |
| Zarate Campana           | 18     | Campana, Escobar, Exaltación de la Cruz e Zárate | 483.945          | 3.123               |
| La Matanza               | 19     | La Matanza | 2.057.483        | 323                 |
| Moreno-General Rodríguez | -      | Moreno e General Rodríguez | 588.091          | 540                 |

A Constituição da Província também estabelece os Julgados de Paz (Juzgados de Paz) em todos os partidos da província que não são sede de departamento judicial. Estes são responsáveis pelo julgamento de causas consideradas "pequenas".
O cargo de Presidente do Supremo Tribunal é rotativo, seus membros o ocupam durante um ano; os mais velhos possuem precedência. Os juízes do Supremo Tribunal, o Procurador-Geral e o Advogado-Geral da Província são nomeados pelo Poder Executivo e se submetem a aprovação do Senado, enquanto os outros juízes e membros do Ministério Público são nomeados pelo Conselho Judicial, também aprovados pelo Senado.

## Demografia
Segundo o censo realizado em 2010, a população total de Buenos Aires era de 15.625.084 habitantes, cerca de 38,95% da Argentina.. Desse total, 7.604.581 eram pertencentes ao sexo masculino e 8.020.503 ao sexo feminino. Ainda de acordo com o censo, 96,4% da população da província residia em áreas urbanas. O restante vivia em pequenos povoamentos, com predominância de população rural. Projeções indicam que ao final de 2014, 16.529.413 de pessoas viviam na província
| Evolução Histórica | Evolução Histórica |
| Ano                | População          |
| ------------------ | ------------------ |
| 1778               | 43.165             |
| 1821               | 200.000            |
| 1847               | 320.000            |
| 1853               | 500.000            |
| 1869               | 495.107            |
| 1895               | 921.168            |
| 1914               | 2.066.948          |
| 1947               | 4.273.874          |
| 1960               | 6.766.108          |
| 1970               | 8.774.529          |
| 1980               | 9.766.030          |
| 1991               | 12.594.974         |
| 2001               | 13.827.203         |
| 2010               | 15.625.084         |

Em relação a idade, a população provincial assim se dividia em 2010:
| Idade           | % da População |
| --------------- | -------------- |
| 0 - 14 anos     | 24,8%          |
| 15 - 64 anos    | 64,5%          |
| 65 anos ou mais | 10,7%          |

Havia na província em 2010, 5.383.536 domicílios, dos quais 4.425.193 estavam habitados e 952.593 se encontravam sem residentes. 5.750 eram moradias coletivas. Do total de domicílios, 96,3% foram consideradas em "boas condições" e 3,7% em "más condições".
Segundo dados divulgados pelo INDEC, a taxa média anual de crescimento populacional da província foi de 11,3%, no período 1991-2001, inferior à taxa nacional, 12,5%, no mesmo período. De 2001 a 2010, a taxa anual de crescimento foi de 8,7% enquanto a Argentina registrou média de crescimento de 9,7% ao ano. O índice de fecundidade total na província em 2010 foi de 2,05 filhos por mulher, enquanto à taxa nacional foi de 2,19 filhos por mulher. Para 2015 espera-se que ela decline para 1,97 filhos por mulher.

### Principais Aglomerações
- Grande Buenos Aires (Gran Buenos Aires) - localizada no nordeste da província, concentra mais de 13 milhões pessoas que vivem nos partidos ao redor da Cidade Autônoma de Buenos Aires, é uma das maiores da aglomerações urbanas da América Latina e do mundo. A conurbação se dá em todas as direções possíveis (norte, oeste e sul; a leste é impossibilitada pelo Rio da Prata). Polo industrial mais importante e região que possui economia mais dinâmica, é o centro urbano mais influente do pais.
- Grande La Plata (Gran La Plata) - com mais de 850.000 habitantes, essa conurbação se concentra ao redor da capital provincial; é o centro político e educacional da Província de Buenos Aires.
- Grande Mar del Plata (Gran Mar del Plata) - com mais de 600.000 habitantes, se localiza no litoral do Mar Argentino, constituindo um importante centro turístico.
- Grande Bahía Blanca (Gran Bahía Blanca) - mais de 300.000 pessoas vivem na área metropolitana de Bahia Blanca. Região portuária, é o principal centro urbano do sul da província.
- Campana-Zárate - localizada no nordeste de Buenos Aires, é uma importante região industrial. Com mais de 180.000 habitantes, é a quinto maior aglomeração da província de Buenos Aires[28].